# معاویه (مجموعه تلویزیونی)
معاویه مجموعه تلویزیونی تاریخی محصول عربستان سعودی است که در ماه رمضان سال ۱۴۴۶ قمری/مارس سال ۲۰۲۵ میلادی پخش شد. فیلم‌نامه توسط محمد الیَساری، خالد صَلاح و بَشار عباس نوشته شده، و کارگردانی هنری آن بر عهدهٔ احمد مِدحَت بوده است. تولیدکننده سریال نیز مرکز پخش خاورمیانه (اِم‌بی‌سی) می‌باشد. این مجموعه به زندگی معاویة بن ابی‌سفیان، بنیان‌گذار خلافت اموی می‌پردازد.
فیلم‌برداری سریال در ژوئیه سال ۲۰۲۲ آغاز شد و با بودجهٔ قابل‌توجه حدود ۱۰۰ میلیون دلار، به بزرگ‌ترین تولید در تاریخ مجموعه تلویزیونی عرب بدل گشت. معاویه به لحاظ استناد تاریخی و نمایش برخی چهره‌های اسلامی، با انتقاداتی همراه بوده است.

## طرح داستانی
این مجموعه به زندگی معاویة بن ابی‌سفیان، از تولد و دورهٔ کودکی تا فتوحات صدر اسلام، دورهٔ بعد از کشته شدن عثمان، خلافت علی ابن ابی‌طالب، خلافت فرزندش حسن بن علی و انتقال قدرت به معاویه تا مرگ او می‌پردازد.

## برخی از عوامل
سریال معاویه با بودجه هنگفت خود و فرایند بیش از ده‌ساله تولیدش، عوامل تهیه و تولید بسیاری داشت، که در ادامه به برخی از آنها فهرست‌وار اشاره می‌کنیم.
کارگردان هنری: احمد مدحت
طراح لباس: هاله شهاب
مدیر اجرایی تولید: فراس دهنی
تهیه‌کننده ارشد: عاصم ترکی
تهیه‌کننده ارشد مرحله توسعه: ماهر منصور
فیلمنامه‌نویسان: بشار عباس، خالد صلاح و محمود الیساری
مدیران فیلمبرداری: آیتُر مانتزُلا و توماس اُرن توماسُن
مدیر مرحله پَساتولید: مثنی الصائغ
مشاورین تاریخی: منصور نقیدان، تیسیر خلف، احمد المفتی و ابراهیم زعرور
تدوینگران: هیثم کرم و احمد حمدی
آهنگساز: ایاد الریماوی
ناظر صدا: اِستِفان مَکداد
رنگ‌پرداز: احمد عصام
مدیر جلوه‌های بصری: اُلاف اِسکِژیپچیک
تهیه‌کننده جلوه‌های بصری: هایکُ نِمِرت
کارگردانان صحنه‌های اکشن: آلِخاندرُ تُلِدُ و ریکاردو کروز جونیور
طراح مو و چهره‌پردازی: سیامک اسلامی
طراح صحنه‌های بدلکاری: ریکاردو کروز سینیور
طراح تولید: رِناتُ کِش
طراح صحنه و چیدمان: اِستِر سِبُک

### بازیگران[۱]
- لُجَین اسماعیل در نقش معاویة بن ابی‌سُفیان
- ایاد نصار در نقش علی بن ابی‌طالب
- ایمن زیدان در نقش عثمان بن عَفّان
- سامر المصری در نقش عمر بن خَطّاب

#### مهمان
- احمد بدیر در نقش تاجر جاسوس
- صبا مبارک در نقش سوداء
- عایشه بن احمد در نقش مَیسون

#### دوره‌ای
- فادی صبیح در نقش ابوسفیان
- اسماء جلال در نقش فاخته
- وائل شرف در نقش عمرو بن عاص
- سهیر بن عماره در نقش هند
- راکان عبدالواحد در نقش زیاد بن اَبیه
- میسون ابو اسعد در نقش جُوَیریِه
- سعد مینه در نقش مالک اَشتَر
- نایف الظفیری در نقش حسن بن علی
- نزار السلیمانی در نقش عبدالرحمن بن عوف
- محمد حداقی در نقش مُغیرَة بن شُعبِه
- یزن خلیل در نقش عُتبَة بن ابی‌سفیان

## قسمت‌ها
| شم. | عنوان                | کارگردان  | نویسنده                          | تاریخ پخش اصلی |
| --- | -------------------- | --------- | -------------------------------- | -------------- |
| ۱ | «قسمت ۱»             | احمد مدحت | محمد الیساری خالد صلاح بشار عباس | ۱ مارس ۲۰۲۵    |
| معاویه، پسر ابوسفیان، در خانواده‌ای بانفوذ از قریش به دنیا می‌آید. مادرش، هند، آینده‌ای بزرگ برای او تصور می‌کند. در همین زمان، پیامبر اسلام، محمد، در مکه ظهور کرده و مردم را به توحید دعوت می‌کند. این دعوت باعث اختلافات شدید میان قریش می‌شود. رمله، خواهر معاویه، به اسلام روی می‌آورد و به همراه گروهی از مسلمانان به حبشه مهاجرت می‌کند. این موضوع خشم خانواده‌اش، به‌ویژه پدرش ابوسفیان را برمی‌انگیزد. عمرو بن عاص مأمور می‌شود او را بازگرداند، اما رمله حاضر به بازگشت نمی‌شود. درگیری میان قریش و مسلمانان شدت می‌گیرد. در جنگ بدر، قریش شکست می‌خورد و بسیاری از بزرگان آن از جمله پدر هند کشته می‌شوند. هند، در پی انتقام با سپاه قریش در جنگ احد همراه می‌شود. خالد بن ولید، با تاکتیکی هوشمندانه، مسلمانان را غافلگیر کرده و قریش به پیروزی می‌رسد. سال‌ها بعد، مکه در آستانه سقوط قرار دارد. محمد با ارتش خود وارد شهر می‌شود. مردم در خانه‌هایشان پناه می‌گیرند و فریادهایی شنیده می‌شود که هر کس به خانه ابوسفیان پناه ببرد، در امان است. |                      |           |                                  |                |
| ۲ | «قسمت ۲»             | احمد مدحت | محمد الیساری خالد صلاح بشار عباس | ۲ مارس ۲۰۲۵    |
| در نبرد حنین، مسلمانان پیروز می‌شوند، اما اختلافاتی بر سر غنائم شکل می‌گیرد. درگیری لفظی میان انصار مدینه و یزید، برادر معاویه، رخ می‌دهد که معاویه با دور کردن برادرش از صحنه، به آن پایان می‌دهد. معاویه با رشادت‌هایش در جنگ‌ها به تدریج جایگاه خود را در میان مسلمانان پیدا می‌کند. سپس به عنوان کاتب وحی پیامبر اسلام، محمد، انتخاب می‌شود و به مدینه می‌رود. در آنجا، عاشق زنی به نام کنود می‌شود و با او ازدواج می‌کند. حاصل این ازدواج، دختری به نام رمله است. با وخامت حال پیامبر، مدینه در نگرانی فرومی‌رود. در این میان، معاویه همسرش کنود را از دست می‌دهد. با ادامه بیماری پیامبر، سرانجام ابوبکر خبر درگذشت او را به مردم اعلام می‌کند. کمی بعد، خواهر معاویه، او را تشویق می‌کند که برای حمایت از رمله، با فاخته، خواهر کنود، ازدواج کند. پس از فوت پیامبر، مسلمانان برای گسترش قلمرو اسلام برنامه‌ریزی می‌کنند. خالد بن ولید مأمور آموزش سپاه برای نبرد با امپراتوری‌های روم و فارس می‌شود و معاویه برای جنگ با روم، لشکر اسلام را همراهی می‌کند. |                      |           |                                  |                |
| ۳ | «قسمت ۳»             | احمد مدحت | محمد الیساری خالد صلاح بشار عباس | ۳ مارس ۲۰۲۵    |
| مسلمانان برای نبرد با رومیان آماده می‌شوند. در این میان، خبر درگذشت ابوبکر و جانشینی عمر بن خطاب می‌رسد. خالد بن ولید و ابو عبیده برای مقابله با سپاه عظیم روم نقشه می‌کشند. سپاه اسلام در نبردی سرنوشت‌ساز پیروز شده و شهرهای شام یکی پس از دیگری سقوط می‌کنند. هند از دنیا می‌رود. یزید حاکم دمشق شده و معاویه برای فتح قیصریه، مأمور می‌شود. در نهایت، اورشلیم محاصره می‌شود و حاکم آن درخواست صلح کرده و شرط می‌گذارد که کلید شهر را فقط به دست عمر بن خطاب بسپارد. عمر شخصاً وارد شهر شده و پیمانی عادلانه با مسیحیان امضا می‌کند. |                      |           |                                  |                |
| ۴ | «قسمت ۴»             | احمد مدحت | محمد الیساری خالد صلاح بشار عباس | ۴ مارس ۲۰۲۵    |
| به دستور امیرالمؤمنین، عمر، ابوعبیده با سپاهی بزرگ به سمت حمص فرستاده می‌شود، در حالی که یزید مسئولیت دمشق را بر عهده می‌گیرد. معاویه نیز مأمور بازگشت به قیصریه می‌شود تا فتح آن را به پایان برساند. خبر شیوع بیماری طاعون در حمص می‌رسد. رومیان با شیوع طاعون دچار تلفات گسترده‌ای می‌شوند. مسلمانان نیز باید تدابیری برای در امان ماندن از این بیماری بیندیشند؛ اما بیماری بین آنها شیوع پیدا می‌کند و یزید نیز بیمار می‌شود. معاویه برای حفظ اوضاع، به رومیان پیشنهاد صلح موقت می‌دهد. با فروکش کردن بیماری، جنگ با رومیان از سر گرفته می‌شود. معاویه شبکه‌ای از تونل‌های مخفی را کشف می‌کند. با استفاده از این اطلاعات، سپاه اسلام موفق می‌شود در نهایت قیصریه را فتح کند. با مرگ یزید بر اثر طاعون، عمر بن خطاب، معاویه را به‌عنوان حاکم دمشق و مناطق اطراف منصوب می‌کند. |                      |           |                                  |                |
| ۵ | «قسمت ۵»             | احمد مدحت | محمد الیساری خالد صلاح بشار عباس | ۵ مارس ۲۰۲۵    |
| شهرهای شام که پیش‌تر تحت سلطه روم بودند، هنوز درگیر پیامدهای جنگ هستند و جاسوسان رومی در منطقه حضور دارند. یکی از این جاسوسان، تاجری است که اطلاعات نظامی را به رومیان منتقل می‌کند، اما معاویه او را مجبور می‌کند که برای او جاسوسی کند. معاویه که موقعیت خود را در شام مستحکم کرده، پیشنهاد تشکیل یک نیروی دریایی را برای مقابله با رومیان مطرح می‌کند، اما عمر مخالف است. سپس عمر در مدینه توسط یک برده مجوسی ترور می‌شود. پیش از مرگ، او شورای شش‌نفره‌ای را مأمور تعیین جانشین خود می‌کند. پس از مشورت، عبدالرحمن بن عوف بین علی بن ابی‌طالب و عثمان بن عفان یکی را انتخاب می‌کند و عثمان به عنوان خلیفه جدید برگزیده می‌شود. برخی از بنی‌هاشم، از جمله عبدالله بن عباس، از علی می‌خواهند که نتیجه شورا را نپذیرد، چراکه معتقدند شورا از ابتدا به نفع عثمان شکل گرفته است. علی اما از ایجاد اختلاف پرهیز کرده و نتیجه شورا را می‌پذیرد. |                      |           |                                  |                |
| ۶ | «قسمت ۶»             | احمد مدحت | محمد الیساری خالد صلاح بشار عباس | ۶ مارس ۲۰۲۵    |
| معاویه در تلاش است که از حمایت قبایل مختلف بهره ببرد. او برای تقویت قدرت خویش، به ازدواج سیاسی با میسون، دختر یکی از بزرگان قبایل، اقدام می‌کند. در همین حال، تنش‌هایی در دربار بین همسران معاویه پدیدار می‌شود. جاسوسی که برای معاویه کار می‌کرد، اطلاعات نادرستی را به رومیان می‌رساند و با جلب اعتماد آنها، پسرش را در عوض جان خودش، آزاد می‌کند. معاویه از سوی دیگر، بر تشکیل نیروی دریایی اسلامی پافشاری می‌کند و سرانجام موفق به جلب موافقت عثمان برای تأسیس ناوگان دریایی می‌شود. او به عکا برای بررسی وضعیت کشتی‌ها و آغاز ساخت‌وساز ناوگان جدید، سفر می‌کند. |                      |           |                                  |                |
| ۷ | «قسمت ۷»             | احمد مدحت | محمد الیساری خالد صلاح بشار عباس | ۷ مارس ۲۰۲۵    |
| تنش‌های درون قصر شدت می‌گیرد. میسون، از زندگی در قصر ناراضی است و قصد خروج دارد، اما اجازه خروج به او داده نمی‌شود. از سوی دیگر، معاویه درگیر مسائل سیاسی و نظامی است، از جمله مشکلات مربوط به ساخت ناوگان دریایی و اختلافات بین فرماندهان. او که از ناآمادگی سربازان برای جنگ دریایی نگران است، با پدرش ابوسفیان مشورت می‌کند و او توصیه می‌کند به دنبال شخصی به نام، عبدالله بن قیس الجاسی بگردد. از طرف دیگر، عمرو بن عاص که در نتیجه اختلاف بر سر مسائل مالی و قدرت در مصر با عبدالله بن ابی سرح با تصمیم عثمان و مشورت شورا، از امارت مصر عزل شده، با معاویه دربارهٔ شرایط خود صحبت می‌کند که از این وضعیت ناراضی است. معاویه تحت تأثیر اشعار میسون دربارهٔ مذمت زندگی در کاخ و دلتنگی برای زندگی ساده گذشته، در حالی که یزید هنوز شیرخوار است، او را طلاق می‌دهد. |                      |           |                                  |                |
| ۸ | «قسمت ۸»             | احمد مدحت | محمد الیساری خالد صلاح بشار عباس | ۸ مارس ۲۰۲۵    |
| یک حادثه آتش‌سوزی در عکا برای تجهیزات ناوگان دریایی رخ می‌دهد که شک و تردیدهایی دربارهٔ عمدی بودن آن مطرح می‌شود. با این حال، معاویه بر تجهیز کردن ناوگان مصمم است. او با ناوگان دریایی و باوجود سختی‌های دریا به قبرس لشکرکشی می‌کند که در پایان نبرد با آنها به توافقاتی می‌رسد؛ اما در پس این موفقیت‌ها، او همسرش فاخته را که در این سفر همراهش بود به دلیل بیماری از دست می‌دهد. در مدینه، ماجرای شراب خوردن ولید بن عقبه، حاکم کوفه مطرح می‌شود. عثمان ابتدا تردید می‌کند، اما با اثبات شدن موضوع، در نهایت تصمیم می‌گیرد که حد شراب‌خواری را بر ولید اجرا کند. او را از ولایت کوفه عزل می‌کند و سعید بن عاص را به عنوان جانشین او منصوب می‌کند. این موضوع دوباره باعث برانگیخته شدن اختلافات می‌شود. برخی از صحابه پیامبر در حضور علی از رویکرد عثمان در انتخاب والیانش و انتخاب افراد ناشایست انتقاد می‌کنند. آنها معتقدند که او بیش از حد به خویشاوندان بنی‌امیه اعتماد کرده و نسبت به این روند ابراز نگرانی می‌کنند که علی با عصبانیت و ابراز فتنه‌انگیز بودن این صحبت‌ها، صحنه را ترک می‌کند. |                      |           |                                  |                |
| ۹ | «قسمت ۹»             | احمد مدحت | محمد الیساری خالد صلاح بشار عباس | ۹ مارس ۲۰۲۵    |
| مالک اشتر در کوفه با سعید بن العاص، والی کوفه، وارد جدال تندی می‌شود و او را به جانبداری از قریش و ظلم به مردم متهم می‌کند. ابوسفیان در حالی که می‌داند اجلش نزدیک است، از دنیا می‌رود. در این میان، کنیزی به نام میا وارد قصر می‌شود و در گفت‌وگو با معاویه برای او داستان‌هایی را بازگو می‌کند که باعث جلب نظر معاویه می‌شود. از سوی دیگر، محمد بن ابی‌بکر و محمد بن حذیفه، در مصر با حکمرانی عبدالله بن سعد بن ابی سرح مخالفند و به تحریک مردم می‌پردازند. معاویه به دستور عثمان، تلاش می‌کند با آرامش و منطق، معترضان کوفه را که به دمشق آورده شده‌اند، آرام کند، اما وقتی اختلاف‌ها حل نمی‌شود، دستور می‌دهد آن‌ها به حمص فرستاده شوند تا عبد الرحمن بن خالد بن الولید با آن‌ها برخورد کند. |                      |           |                                  |                |
| ۱۰ | «قسمت ۱۰»            | احمد مدحت | محمد الیساری خالد صلاح بشار عباس | ۱۰ مارس ۲۰۲۵   |
| عثمان، از گم شدن انگشتر پیامبر و معنای نحس آن نگران است. در کوفه، مردم علیه حاکم منصوب عثمان قیام می‌کنند و خواستار حکومت ابوموسی اشعری می‌شوند. عثمان در برابر این خواسته، برای جلوگیری از فتنه، ابوموسی را منصوب می‌کند. در مصر نیز نارضایتی از والی عثمان شدت می‌گیرد و مردم خواستار برکناری او می‌شوند. همزمان، لشکر مسلمانان به فرمان معاویه، آماده حمله دریایی به قسطنطنیه می‌شود و نقشه‌های جنگی پیشرفته‌ای را اجرا می‌کنند. در نبرد، ارتش مسلمانان با تاکتیک ویژه‌ای کشتی‌ها را به هم وصل کرده و دریا را به میدان نبرد زمینی تبدیل می‌کنند. پس از شکست رومیان، معاویه که از اخبار مدینه مطلع است، از فتح کامل قسطنطنیه و ادامه جنگ منصرف می‌شود، مذاکرات صلح انجام می‌شود، رومیان تعهد به پرداخت جزیه می‌دهند و معاویه به دمشق بازمی‌گردد. |                      |           |                                  |                |
| ۱۱ | «قسمت ۱۱»            | احمد مدحت | محمد الیساری خالد صلاح بشار عباس | ۱۱ مارس ۲۰۲۵   |
| ناآرامی‌ها در مدینه شدت می‌گیرد. گروهی از معترضان وارد مدینه می‌شوند و عثمان با نگرانی در پی پاسخ‌گویی به خواسته‌های آن‌هاست. معاویه در دیدار با او توصیه‌هایی به وی می‌کند و پیشنهاد اعزام سپاه از شام را می‌دهد، اما عثمان موافقت نمی‌کند. عثمان ابتدا سعی می‌کند با پاسخ‌گویی و برکناری برخی والیان، نارضایتی‌ها را برطرف کند. معاویه پیش از بازگشت به دمشق، در گفت‌وگویی تند با علی و یارانش، هشدار می‌دهد که جان عثمان در خطر است و امنیت او در شهر بر عهده آن‌هاست که در صورت تعرض به جانش، عواقب سختی در انتظار خواهد بود. با وجود تلاش برای آرام کردن اوضاع، معترضان با نامه‌ای جعلی مبنی بر سرکوبشان که به عثمان نسبت می‌دهند، دوباره خشمگین می‌شوند و خانه‌اش را محاصره می‌کنند. عثمان ابتدا در خطبه‌ای پرشور در مسجد و سپس از پشت بام خانه‌اش، از خدماتش برای اسلام و پیامبر دفاع می‌کند، اما جمعیت معترض قانع نمی‌شود. شب دیگری فرا می‌رسد، معترضان به ادامه محاصره ادامه می‌دهند و درب خانه عثمان را به آتش می‌کشند؛ در نهایت، اعتراضات به نقطه اوج خود می‌رسد، عده‌ای وارد خانه شده و عثمان را به قتل می‌رسانند. |                      |           |                                  |                |
| ۱۲ | «قسمت ۱۲»            | احمد مدحت | محمد الیساری خالد صلاح بشار عباس | ۱۲ مارس ۲۰۲۵   |
| پس از قتل عثمان، گروهی علی را شایسته خلافت می‌دانند اما او تنها در صورت اجماع و در مسجد پیامبر بیعت را می‌پذیرد. طلحه، زبیر و برخی دیگر از روی اکراه و شرایط موجود با علی بیعت می‌کنند. بعداً طلحه و زبیر به بهانه انجام عمره از او اجازه می‌گیرند تا به مکه بروند. در این میان، نائله، همسر عثمان، نامه‌ای سرشار از اندوه و شکایت برای معاویه می‌فرستد و از او می‌خواهد برای خون‌خواهی عثمان اقدام کند. معاویه با حمایت بنی امیه، تصمیم می‌گیرد که خلافت علی را نپذیرد و پاسخ قاطعی به فرستاده علی که برای عزل او آمده بود می‌دهد. او اعلام می‌کند تا قصاص قاتلان عثمان انجام نشود، اهل شام بیعت نخواهند کرد. علی نیز از تصمیم معاویه مطلع می‌شود و در مقابل، خود را برای برخورد و مواجهه با این اختلافات آماده می‌کند. |                      |           |                                  |                |
| ۱۳ | «قسمت ۱۳»            | احمد مدحت | محمد الیساری خالد صلاح بشار عباس | ۱۳ مارس ۲۰۲۵   |
| معاویه در شام مردم را به خون‌خواهی عثمان دعوت می‌کند و از آن‌ها می‌خواهد در راه انتقام، جان و مال خود را فدا کنند. هم‌زمان عایشه، طلحه و زبیر به بصره می‌روند تا با ارتش بزرگی خواهان قصاص قاتلان عثمان شوند. علی نیز از مدینه به سوی کوفه حرکت می‌کند تا مانع اختلاف بیشتر در امت شود و آماده مقابله با شورش می‌گردد. در این میان اختلاف‌نظرهایی دربارهٔ جنگ یا تلاش برای صلح دیده می‌شود. جنگ جمل در بصره رخ می‌دهد و طلحه و زبیر کشته می‌شوند. معاویه که در دمشق است، از اوضاع نگران و برای رویارویی با علی آماده می‌شود و تصمیم می‌گیرد در صفین با سپاه عراق روبه‌رو شود. |                      |           |                                  |                |
| ۱۴ | «قسمت ۱۴»            | احمد مدحت | محمد الیساری خالد صلاح بشار عباس | ۱۴ مارس ۲۰۲۵   |
| سپاه علی تلاش می‌کند راهی برای صلح بیابد و جلوی خونریزی مسلمانان را بگیرد، اما معاویه شرط قصاص قاتلان عثمان را مطرح می‌کند. مذاکرات میان طرفین بی فایده است و جنگ شدت می‌گیرد. کشته شدن برخی چهره‌ها از جمله عمار یاسر، کم‌کم موجب برانگیخته شدن احساسات در میان سپاهیان می‌شود و سرانجام، با خونریزی‌های فراوان، جنگ به نتیجه‌ای نمی‌رسد. معاویه با مشورت عمرو بن عاص تصمیم می‌گیرد که با حَکَمیت قرار دادن قرآن جلوی ادامه جنگ را بگیرند. این کار باعث می‌شود عده زیادی از سپاه علی، به‌ویژه همان کسانی که بعدها خوارج نامیده شدند، به علی فشار بیاورند که حکمیت را بپذیرد. توافق‌نامه‌ای میان علی و معاویه بسته می‌شود تا حکمیت به داوری دو نفر از هر دو سپاه واگذار شود. نمایندگان دو طرف، ابوموسی اشعری از سپاه علی و عمرو بن عاص از سپاه معاویه در مکانی به نام دومة الجندل شروع به گفتگو می‌کنند. پس از این واقعه، همان گروهی که علی را وادار به پذیرش حکمیت کرده بودند، در نزد او با گفتن اینکه حکمیت فقط برای خداست، علی را سرزنش می‌کنند که چرا به حکمیت انسانی رضایت داده است. |                      |           |                                  |                |
| ۱۵ | «قسمت ۱۵»            | احمد مدحت | محمد الیساری خالد صلاح بشار عباس | ۱۵ مارس ۲۰۲۵   |
| در شورای تحکیم، نمایندگان گفتگو می‌کنند که هر دو به خلع علی و معاویه رای دهند تا شورا خلیفه را انتخاب کند. ابوموسی اشعری هر دو طرف را خلع می‌کند، اما عمرو بن عاص که او را فریب داده بود، تنها علی را عزل کرده و بیعت مردم با معاویه را باقی می‌گذارد. سپس، خوارج علی را تکفیر کرده و از او جدا می‌شوند. معاویه با یکی از والیان علی در منطقه قلزم، بین مصر و مدینه، هم‌پیمان می‌شود و از او می‌خواهد که اجازه ورود هیچ‌کس را به مصر ندهد. عبدالله بن عباس برای گفت‌وگو با خوارج به نزد آن‌ها می‌رود و تلاش می‌کند با استدلالات قرآنی، آن‌ها را به بازگشت به حمایت از علی قانع کند؛ اما تنها تعداد اندکی از آن‌ها بازمی‌گردند. عمرو بن عاص که از اوضاع نابسامان مصر آگاه است با معاویه برای تصاحب مصر نقشه می‌کشند؛ مالک اشتر که برای کمک به محمد بن ابی بکر در مسیر مصر است، مسموم و کشته می‌شود. عمرو بن عاص نیز با کشتن محمد بن ابی بکر در مصر، قدرت را به دست می‌گیرد. از آن طرف، علی مجبور می‌شود با خوارج در نهروان بجنگد. معاویه که حالا بر شام و مصر مسلط است، پیشنهاد آتش‌بس طولانی می‌دهد که هیچ‌یک از طرفین به قلمرو دیگری حمله نکند و علی می‌پذیرد. این صلح خوارج را به شدت عصبانی کرده و در جلسه‌ای پنهانی نقشه ترور همزمان معاویه، علی و عمرو را در یک روز از ماه رمضان هنگام نماز صبح طراحی می‌کنند. |                      |           |                                  |                |
| ۱۶ | «قسمت ۱۶»            | احمد مدحت | محمد الیساری خالد صلاح بشار عباس | ۱۶ مارس ۲۰۲۵   |
| پس از سوءقصد نافرجام به جان معاویه با خنجر مسموم، پزشک به او هشدار می‌دهد که تنها درمان، دارویی است که نسل او را قطع خواهد کرد و معاویه می‌پذیرد. خبر می‌رسد که علی از دنیا رفته و عمرو در آن شب، شخص دیگری را به جای خود برای اقامه نماز فرستاده بوده است. پس از کشته شدن علی، مردم کوفه با فرزندش، حسن بیعت می‌کنند و از آن طرف، مردم شام و قریش، معاویه را به عنوان جانشین خلیفه قبول دارند. لشکری به فرماندهی عبیدالله بن عباس از کوفه به سمت دمشق اعزام می‌شود. معاویه در مقابل دستور آماده‌سازی ارتش خود را می‌دهد، اما موفق می‌شود با رشوه به فرماندهان آنها و پیشنهاد صلح، از جنگ جلوگیری کند. حسن، با مشاهده خیانت برخی فرماندهانش و عدم ثبات در یارانش، تصمیم به صلح می‌گیرد و در دیدار با معاویه شرایطی برای حفظ حقوق و احترام به اهل‌بیت تعیین می‌کند. معاویه همه امویان از جمله پسرش، یزید را به دمشق فرا می‌خواند و طی سخنرانی‌ای، آن‌ها را به سیاست‌ورزی، صبر و حُسن رفتار با مردم توصیه می‌کند و رسماً خلافت خود را تثبیت می‌کند. همچنین قیس بن سعد از یاران حسن که از طرفداران سرسخت جنگ بود، در دیدار با معاویه به پیشنهاد صلح راضی می‌شود و برای خود و انصار از معاویه امان می‌خواهد. |                      |           |                                  |                |
| ۱۷ | «قسمت ۱۷»            | احمد مدحت | محمد الیساری خالد صلاح بشار عباس | ۱۷ مارس ۲۰۲۵   |
| معاویه با نافرمانی والی فارس، زیاد بن ابیه مواجه می‌شود. زیاد از بیعت با معاویه خودداری کرده و تهدید می‌کند که با شمشیر و جنگ پاسخ خواهد داد. معاویه برای سر و سامان دادن به اوضاع کوفه، مغیرة بن شعبه را به ولایت آنجا منصوب کند و از او برای مسئله زیاد مشورت می‌خواهد. مغیره ادعا می‌کند که با زیاد از گذشته رابطه داشته و او را می‌شناسد. پیشنهاد می‌کند که معاویه او را برای مذاکره بفرستد، اما او قبول نمی‌کند. در این میان، زنی به دنبال پسرش، عامر، است؛ شخصی به نام قتاده که با خوارج مرتبط است، به اجبار او را از مادرش جدا کرده و دمشق را ترک کرده‌اند. معاویه اعضای خانواده‌اش را در جلسه‌ای جمع می‌کند، بحث زیاد را پیش می‌کشد و ادعا می‌کند که اصل و نسب او را می‌شناسد؛ اینکه زیاد برادر آنها و پسر ابوسفیان است و این موضوع را پدرشان با او در میان گذاشته بوده است. به معاویه خبر می‌رسد که والی او در بصره، فرزندان زیاد را زندانی کرده است. معاویه به مغیره نامه می‌نویسد که فرزندان زیاد را از بصره آزاد کرده و به پدرشان بازگرداند. در ادامه، مغیره، زیاد را راضی می‌کند که دعوت برادرش به دمشق را بپذیرد. سرانجام، زیاد با معاویه بیعت می‌کند و مسئولیت امور فارس را همچنان در دست می‌گیرد.                                                                                             |                      |           |                                  |                |
| ۱۸ | «قسمت ۱۸»            | احمد مدحت | محمد الیساری خالد صلاح بشار عباس | ۱۸ مارس ۲۰۲۵   |
| المستورد بن علفه و یارانش، گروهی که از خوارج به‌شمار می‌روند، از زندان فرار می‌کنند. معاویه برای مقابله با آن‌ها، نقشه‌ای می‌چیند که در آن معقل بن قیس التمیمی، که از حامیان سابق علی است، علیه خوارج وارد عمل شود تا دو دشمن را به جان هم بیندازد. معاویه با سفر به مدینه و مکه به رسیدگی به امور مردم و پروژه‌های عمرانی از جمله حل مشکلات آب می‌پردازد. پس از درگذشت عمرو بن العاص، معاویه برادرش عتبه را به عنوان والی جدید مصر منصوب می‌کند. خوارج که تهدیدی برای کوفه بودند، شکست می‌خورند و ابن علفه و معقل بن قیس هر دو کشته می‌شوند. در این میان، خوارج برای از میان برداشتن معاویه، از زنی که به دنبال فرزندش بود سوءاستفاده می‌کنند و با وعده بازگرداندن فرزندش، او را در نقشه‌ای برای کشتن معاویه دخیل می‌کنند. این زن که نامش سوداء است، با فروختن تمام اموالش و از طریق رشوه به بزرگ برده‌فروش‌ها موفق می‌شود به عنوان کنیز به قصر معاویه وارد شود. |                      |           |                                  |                |
| ۱۹ | «قسمت ۱۹»            | احمد مدحت | محمد الیساری خالد صلاح بشار عباس | ۱۹ مارس ۲۰۲۵   |
| سوداء به حضور معاویه معرفی می‌شود و معاویه از او می‌خواهد که فقط به او خدمت کند. در ادامه، معاویه درگیر تصمیم‌گیری برای سامان‌دهی نظام قضایی در سرزمین‌های اسلامی است. در همین حال، سوءظن‌ها نسبت به سوداء افزایش می‌یابد و جویریه او را زیر نظر می‌گیرد. همچنین او در چند موقعیت، از اجرا کردن نقشه‌های ترور منصرف می‌شود؛ اما در پایان، معاویه دچار مسمومیت می‌شود و اطرافیانش از جمله یزید در پی یافتن عامل این خیانت هستند. |                      |           |                                  |                |
| ۲۰ | «قسمت ۲۰»            | احمد مدحت | محمد الیساری خالد صلاح بشار عباس | ۲۰ مارس ۲۰۲۵   |
| معاویه از مرگ نجات می‌یابد. در گفتگو با احنف بن قیس، از بزرگان بنی تمیم، از او مشورت می‌گیرد و ولایت بصره را به برادرش، زیاد بن ابی‌سفیان، می‌سپارد و از او می‌خواهد امنیت شهر را برقرار کند. در همین حین، در کاخ معاویه، شک‌ها به سوداء به اوج می‌رسد و او به معاویه به مسموم کردنش و اجبار خوارج اعتراف می‌کند. شخصی که از خوارج با سوداء در ارتباط بود دستگیر می‌شود؛ معاویه عامر را به سوداء تحویل می‌دهد، اما آنها را از قصر اخراج می‌کند. عتبه برادر معاویه در مصر و مغیرة بن شعبه در کوفه از دنیا می‌روند. خوارج این فرصت را غنیمت شمرده و در کوفه آشوب به پا می‌کنند. زیاد که امنیت را در بصره برقرار کرده بود، مأموریت جدیدی برای سرکوب خوارج در کوفه می‌یابد و معاویه ولایت کوفه را نیز به زیاد می‌سپارد. |                      |           |                                  |                |
| ۲۱ | «قسمت ۲۱ و در پایان» | احمد مدحت | محمد الیساری خالد صلاح بشار عباس | ۲۱ مارس ۲۰۲۵   |
| پس از دستور معاویه برای حمله به قسطنطنیه، ارتشی به فرماندهی یزید تشکیل می‌شود، برای فتح شهری بسیار مستحکم که با دیوارها و خندق‌های بزرگ حفاظت می‌شود. یزید با نقشه‌ای موفق می‌شود بخشی از نیروهای روم را از شهر خارج کرده و در کمین به آن‌ها حمله کند، هرچند فتح شهر ممکن نمی‌شود و محاصره طولانی تا جایی ادامه می‌یابد که معاویه در نهایت، دستور بازگشت ارتش را می‌دهد. معاویه پس از درگذشت حسن و زیاد، زمان را مناسب می‌بیند تا خلافت را به پسرش یزید بسپارد. این تصمیم مخالفت‌هایی از سوی چهره‌هایی مانند عبدالرحمن بن ابوبکر، عبدالله بن زبیر و عبدالله بن عمر برمی‌انگیزد که این کار را موجب تبدیل خلافت به سلطنت موروثی می‌دانند. معاویه با سخنانش تلاش می‌کند این مخالفت‌ها را مدیریت کرده و پایه‌های خلافت یزید را مستحکم سازد. سرانجام معاویه با توصیه‌هایی به یزید در خصوص حکمرانی و حفظ اتحاد، چشم از جهان فرو می‌بندد. |                      |           |                                  |                |
| ۲۲ | «پشت صحنه»           | محمد ترکی | اعلان‌نشده                        | ۲۲ مارس ۲۰۲۵   |
| در این قسمت با پخش تصاویر دست اول از پشت صحنه و مراحل تولید سریال و مصاحبه‌های اختصاصی با عوامل آن، به‌ روایت ابعاد مختلف تهیه و تولید این مجموعه می‌پردازد. |                      |           |                                  |                |

## تولید

### فیلم‌برداری
فیلم‌برداری این سریال از ماه ژوئیه سال ۲۰۲۲ میلادی شروع شد، و قرار بود ماه رمضان سال ۱۴۴۴ قمری/مارس–آوریل سال ۲۰۲۳ پخش شود. عملیات فیلم‌برداری در کشور تونس و در شهرهایی از قبیل الحَمامات، المَهدیه و المُنَستیر انجام شده است. پیش از تصمیم نهایی برای انجام فیلم‌برداری سریال در کشور تونس، گروه تولید کشورهای ارمنستان، قزاقستان، جمهوری آذربایجان، گرجستان، اردن و منطقه سیبری را نیز برای انجام فیلمبرداری ارزیابی کرده بودند.
مانتزُلا فیلم‌بردار سریال می‌گوید اولین واکنشش به داستان سریال آن بوده که داستان را خیلی فوق‌العاده و تأثیرگذار یافته، چراکه به شخصیتی حماسی و استثنایی می‌پردازد. توماسُن دیگر فیلم‌بردار سریال این پروژه را اولین پروژه تاریخی‌اش در این سطح عنوان می‌کند. او برای طراحی فیلم‌برداری سریال، هم متن فیلم‌نامه و هم منابع تاریخی مرتبط را همزمان مطالعه می‌کرده، و به این کار علاقه بسیاری داشته، و آنرا هیجان‌انگیز توصیف می‌کند.

### پژوهش تاریخی و نوشتن فیلمنامه
خالد صلاح پژوهش‌های تاریخی انجام‌شده برای نوشتن فیلمنامه سریال را مایه خرسندی می‌داند، چراکه منجر به حل تضادهای موجود در روایات تاریخی مورد تحقیق شد. محمد الیساری چالش اصلی نوشتن فیلمنامه سریال را حفظ تعادل بین واقعیات تاریخی و جذابیت هنری عنوان کرد. ماهر منصور گفت که هرآنچه منابع تاریخی با آن موافق بودند را انتخاب کردیم.

### بخشی از سری تاریخ اعراب
هناء العمیر، کارگردان هنری استودیو اِم‌بی‌سی، سریال معاویه را بخشی از پروژه بزرگ اِم‌بی‌سی برای ساخت آثار عربی پیرامون تاریخ اعراب، چه قبل از اسلام و چه در زمان پیامبر اسلام، و همچنین پیرامون شخصیت‌های برجسته اسلامی عنوان می‌کند.

### موسیقی
موسیقی سریال در استودیو اِسمیچکی پِراگ در کشور جمهوری چک ضبط شده، که به گفته ایاد الریماوی از استودیوهای مورد اعتماد فیلم‌های هالیوودی می‌باشد، و اُرکِستر فیلارمونیک شهر پراگ در آنجا به نوازندگی می‌پردازد. تعداد دیگری از خوانندگان و نوازندگان نیز در دمشق به ضبط پرداخته‌اند.

### عربی فصیح
از آنجا که لهجه شرقی و غربی عربی هم‌آوا نیستند، و در لهجه‌های عربی مناطق مختلف تفاوت وجود دارد، بازیگران سریال به عربی فصیح صحبت می‌کنند، و آنها که با عربی فصیح آشنا نبودند، مورد آموزش قرار گرفتند. چون صدای خیلی از بازیگران باید دوباره ضبط می‌شد، تا لهجه‌شان اصلاح شود، بیش از ۱۰ استودیو در نقاط مختلف دنیا اجاره شد، تا این امر انجام شود.

### آمادگی پزشکی
بر سر صحنه‌های فیلمبرداری، بیش از ۳ آمبولانس با تجهیزات مطلوب دائماً حاضر بودند، تا در صورت بروز حادثه، به‌سرعت اقدامات اولیه پزشکی را انجام دهند.

### بدلکاران
در این پروژه ۱۱,۲۰۰ بدلکار به فعالیت پرداختند.

### جلوه‌های بصری
به‌دلیل کثرت صحنه‌های نیازمند جلوه‌های بصری، از خدمات شرکت وی‌اِف‌ایکس هُگ استفاده شد، که مسئول پخش بیش از ۲,۵۰۰ صحنه سریال، به ۱۲ شرکت در نقاط مختلف دنیا—از تایوان تا لُس آنجِلِس و وَنکووِر—برای انجام فرایندهای رایانه‌ای بود.

### طراحی صحنه و چیدمان
اِستِر سِبُک، طراح صحنه و چیدمان سریال، فرایند تحقیق تاریخی برای طراحی مکان فیلمبرداری و کارهایی مثل انتخاب نوع مناسب پارچه و فرش را لذت‌بخش می‌خواند.

### چهره‌پردازی
سیامک اسلامی، طراح مو و چهره‌پردازی سریال، عنوان کرد که طراحی چهره‌پردازی شخصیت‌ها را تا جای ممکن طبیعی انجام داده، و سعی کرده به حقایق تاریخی نزدیک باشند.

### البسه و ابزار
برای سریال معاویه بیش از ۱۸,۰۰۰ لباس و زره‌آلات و ادوات جنگی مرتبط مانند شمشیر و سپر، با همکاری حدود ۶۵ نفر، تحت نظارت هاله شهاب تولید شد. نایف الظفیری ظرافت دوخت البسه را تحسین می‌کند، و از این جهت که به بازیگران کمک شایانی در قرارگرفتن در محیط و جو تاریخی می‌کنند، آنها را می‌ستاید.

### انتخاب بازیگران
این مجموعه دارای بازیگران متعددی از کشورهای عربستان سعودی، سوریه، تونس، مصر و اردن است. در ابتدا، بازیگر فلسطینی علی سلیمان برای نقش معاویه انتخاب شده بود، اما پس از انصراف وی، لُجَین اسماعیل بازیگر سوری جایگزینش شد.

### اصلاحات شورای علمای عربستان
به گفته احمد مدحت، کارگردان هنری سریال، «این سریال از سوی شورای علمای عربستان مورد بازبینی گسترده قرار گرفت و اصلاحات مورد نظر آنقدر زیاد بود که باعث تنش و اختلاف نظر بین شرکت سازنده و گروه کارگردانی شد تا جایی که طارق العریان یکی از کارگردانان سریال از ادامه همکاری با این پروژه امنتاع کرد و حاضر نشد حتی اسمی از او در تیتراژ آغاز و پایان سریال برده شود.»

## بازخورد

### ممنوعیت پخش
این سریال حتی پیش از پخش، جنجال‌های گسترده‌ای در محافل عربی به پا کرد، زیرا به موضوعی تاریخی و حساس پرداخت که انتظار می‌رفت تنش‌های مذهبی را برانگیزد. کمیسیون رسانه و ارتباطات عراق پخش این سریال را در عراق ممنوع اعلام کرد و آن را موضوعی جنجالی توصیف کرد که می‌تواند به مناظرات مذهبی میان سنی‌ها و شیعیان عراقی در ماه رمضان منجر شود. این کمیسیون از اِم‌بی‌سی عراق، بخشی از گروه اِم‌بی‌سی عربستان سعودی، درخواست کرد که از پخش این سریال خودداری کند و اعلام کرد که این سریال «حاوی موادی است که احساسات گروه‌های مختلف جامعه عراق، از جمله گروه‌های مذهبی و ملی را جریحه‌دار می‌کند». اِم‌بی‌سی عراق این درخواست را پذیرفت و اعلام کرد که این سریال در برنامه‌های رمضانی آن شبکه قرار نخواهد گرفت، در حالی که گروه اِم‌بی‌سی تأیید کرد که این سریال همچنان در سایر کانال‌ها و پلتفرم شاهد پخش خواهد شد. این موضوع باعث سردرگمی‌هایی شد و اِم‌بی‌سی با انتشار بیانیه‌ای اعلام کرد که اِم‌بی‌سی عراق از پخش این سریال خودداری نکرده است.
این سریال که در ابتدا قرار بود در رمضان ۲۰۲۳ پخش شود، با تأخیر مواجه شد. کارگردان توضیح داد که این تأخیر به دلیل پیچیدگی فیلم‌برداری صحنه‌های فراوان و پرتنش بوده است. اِم‌بی‌سی بعداً اعلام کرد که این سریال همچنان در مرحله آماده‌سازی است و تاریخ پخش آن پس از آماده‌سازی اعلام خواهد شد و شایعاتی مبنی بر توقف یا ممنوعیت دائمی آن را رد کرد. این سریال در ماه رمضان ۲۰۲۴ نیز پخش نشد.
معاونت پایش و نظارت ساترا، پخش سریال معاویه را در ایران، ممنوع اعلام کرد. اشخاص مذهبی مرتبط با دانشگاه اَلْاَزْهَر مصر نیز به دلیل نمایش شخصیت‌های دینی و صحابه در این سریال، آن را مورد انتقاد قرار داده و خواستار توقف پخش آن شدند.

### گفتار بازیگران در موردنقش‌ها
- لُجَین اسماعیل بازیگر نقش مُعاویة بن ابی‌سُفیان، خود را مفتخر به ایفای این نقش می‌داند، چراکه شخصیت، مسئولیت بزرگی را متحمل است.[۱]
- ایاد نصار بازیگر نقش علی بن ابی‌طالب: «اگر به کسی می‌گفتم می‌خواهم نقش امام علی بن ابی‌طالب را بازی کنم، شنونده نوعی ترس را احساس می‌کرد؛ اما به‌نظرم اثر تاریخی، کم از متن تاریخی ندارد. این یک دوره تاریخی است، و باید درباره‌اش بحث کنیم.»[۱]
- سامر المصری بازیگر نقش عُمَر بن خَطّاب: «ویژگی‌های شخصیت را از زندگینامه‌اش و مجموعه داستان‌های تاریخی—که مطمئن هستند، و در چند منبع آورده شده‌اند—بیرون کشیدم. [پس از تحقیق] متوجه می‌شوید که این مرد، باوقار، قوی، عادل، حکیم، و [در یک معنا] انسان است.»[۱]
- صبا مبارک بازیگر نقش سوداء: «سوداء شخصیتی صرفاً داستانی است، اما با تفکر در مورد اتفاقات آن دوره از تاریخ، متوجه می‌شوید که منطقی است این شخصیت واقعاً وجود داشته باشد، چون با شخصیت‌های تاریخی مرتبط است.»[۱]
- نزار السلیمانی بازیگر نقش عبدالرحمن بن عوف: «با تحقیق و مطالعه در مورد این شخصیت، دریافتم که صورت و ظاهرش اصلاً به من شبیه نیست.»[۱]
- وائل شرف بازیگر نقش عَمرو بن عاص: «عمرو در تاریخ، معروف به فرماندهی است که فرماندار مصر بوده است.»[۱]
- راکان عبدالواحد بازیگر نقش زیاد بن اَبیه: «بعد از پیشنهاد ایفای این نقش، در مورد شخصیت مطالعه کردم و تحت تأثیر قرار گرفتم. او شخصیتی مهم و فوق‌العاده است. متأسفانه من نیز از آنهایی بودم که آنقدر در موردش اطلاعات نداشتم.»[۱]
- اَیمن زیدان بازیگر نقش عثمان بن عَفّان: «با بازی در نقش‌های منفی راحت‌ترم، تا نقش‌های مثبت، چراکه برایم خسته‌کننده است، و کمی هم نگرانشان می‌شوم.»[۱]

### تغییر عمده
پخش نسبتاً راحت آن در اکثر کشورهای اسلامی، نشان‌گر تغییر عمده دیدگاه‌های جمعی جهان اسلام نسبت به حدود ۵۰ سال پیش از پخش سریال است. این در حالی است که فیلم رسالت ساخته مصطفی عَقاد، در مراحل تولید و پخش خود در کشورهای مختلف، با موانع دینی نفس‌گیری روبه‌رو بود؛ بطوریکه پخش آن سال‌ها به تعویق افتاد.

### نقدها
- در این سریال، بازیگری که نقش معاویه را ایفا می‌کند، دارای اندامی نسبتاً ورزیده است. او با شانه‌های صاف و حالتی سلطنتی می‌ایستد و حرکت می‌کند؛ اما ابن‌ابی‌الحَدید—متوفای سدهٔ هفتم قمری/سیزدهم میلادی؛ نویسندهٔ کتاب شرح نهج‌البلاغه—دربارهٔ او گفتاری دارد بدین مضمون که ﻣﻌﺎویه خیلی چاق ﺑﻮد، تو گویی ﻫﺮ ﭼﻪ می‌ﺧﻮرد ﺳﯿﺮ نمی‌ﺷﺪ. او در ﻃﻮل روز ﭼﻨﺪﯾﻦ ﺑﺎر ﻏﺬا می‌ﺧﻮرد، ﺑﺎ پیاز و روﻏﻦ ﻓﺮاوان، اﻣﺎ ﺑﺎز ﻫﻢ اﻇﻬﺎر گرسنگی می‌ﮐﺮد. همچنین به‌دلیل چاقی مُفرَط وی، حالت نشستنش به‌خصوص بوده است.[۱۸]
- احمد الطاهری، نویسنده و فعال رسانه‌ای مصری، شکل معماری برخی «ساختمان‌های دمشق» در سریال را اروپایی توصیف کرده که شباهتی با معماری این شهر ندارد. او همچنین آرایش زنان در سریال را به وضوح آرایش امروزی دانسته که به نوشته او، مناسب نقش‌های تاریخی نیست.[۱۹]
- عده‌ای از منتقدان برخی عناصر سریال مانند لباس و اسلحه را مربوط به چند قرن بعد از زمان وقوع اتفاقات سریال می‌دانند.[۱۱]
- با توجه به آنچه جعفریان در کتاب تاریخ خلفا، دربارهٔ اوضاع شیعیان در زمان معاویه آورده، سریال از پرداختن به تاریخ این گروه در دوره حکومت وی خودداری کرده، و می‌توان گفت این بخش از تاریخ را نادیده گرفته است. در این دوره، معاویه و همفکرانش تلاش کردند تا دُشنام دادن به علی را، بویژه بر منابر، رواج دهند. همچنین فشار و سخت‌گیری بر شیعیان، سرکوب و قتل حُجر بن عَدی، از صَحابه محمد و از رهبران قبیله کِندِه، به دلیل اعتراض به بدگویی به علی، از دیگر وقایع مهم این دوره است. حُجر، هرچند در بیعت با معاویه باقی مانده بود، اما به دلیل مواضعش کشته شد. همچنین در این سریال به موضوعاتی مانند قتل حسن بن علی به‌دست یکی از همسرانش جَعدِه با توطئه معاویه، ممانعت عایشه و مَروان از دفن پیکر حسن در کنار قبر محمد بن عبدالله، و عزاداری گسترده و نسبتاً طولانی مردم شهرهایی از قبیل مدینه در پی مرگ حسن پرداخته نشده است.[۲۰]
- رجبی دوانی محقق تاریخ معتقد است این سریال بر پایه مراجع تاریخی مستند و معتبر ساخته نشده است.[۲۱]
- هرچند سریال پس از صلح حسن و معاویه، خوارج را مهم‌ترین دشمن معاویه نشان می‌دهد، اما جعفریان معتقد است که «اهمیت خوارج چندان نبود، زیرا بدبینی عمومی مسلمانان به آنها و بیرحمی‌های خاص آنها، مواضع تند و بی‌حساب‌و‌کتاب آنها، سبب نداشتن پایگاه در میان مردم شده بود. اما برعکس شیعیان، به‌ویژه در عراق، پشتوانه‌ای همچون نفوذ امام علی (ع) و دیگر اهل بیت (ع) را داشتند».[۲۲]
- عبدالفتاح عبدالغنی العواری، یکی از اعضای هیئت عمومی علمای ارشد دانشگاه اَلْاَزْهَر، به رسانه‌های محلی مصر گفت که به تصویر کشیدن شخصیت معاویة بن ابی‌سفیان (یکی از کاتبان پیامبر اسلام و پنجمین خلیفه) «از نظر دینی غیرقابل‌قبول» است. او تأکید کرد که یاران پیامبر نباید در هیچ نوع تولید نمایشی به تصویر کشیده شوند.
العواری توضیح داد که اختلافات تاریخی دربارهٔ رهبری و خلافت، مسائلی الهی هستند و نباید به اثر دِرامی تبدیل شوند که تفسیرهای متفاوتی را به‌دنبال داشته باشد.[۲۳]
- دانشگاه اَلْاَزْهَر هنوز فتوای رسمی‌ای صادر نکرده است که موضع رسمی خود را در مورد این سریال اعلام کند؛ با اینحال، هیئت عمومی علمای ارشد این دانشگاه، طی بیانیه‌ای تماشای سریال را ممنوع اعلام کرده است.[۱۱][۲۳]
- رضا عبد الواجد، رئیس دانشکده رسانه دانشگاه اَلْاَزْهَر مصر، در مصاحبه‌ای با رسانه‌های محلی گفت که در حالی که اَلْاَزْهَر به عنوان یک نهاد نظارتی عمل نمی‌کند، اما از تصویرسازی یاران محمد بن عبدالله ابراز نارضایتی می‌کند. یک سخنگوی دارُالْاِفْتاء مصر، که یک نهاد تحقیقاتی و مشاوره‌ای اسلامی است، اظهار داشت که نمایش شخصیت‌های تاریخی مجاز است به شرطی که به شیوه‌ای محترمانه ارائه شود و زندگی‌نامه آن‌ها تحریف نشود یا به گونه‌ای نمایش داده نشود که ارزش آن‌ها را کاهش دهد. با این حال، آن‌ها تأکید کردند که نمایش ده شخصیت که پیامبر اسلام به آن‌ها وعده بهشت داده است، مجاز نیست. سریال معاویه چندین نفر از این شخصیت‌ها را شامل می‌شود، از جمله عمر بن خَطّاب، عثمان بن عَفّان و علی بن ابی‌طالب.[۶]
- عبدالحسین خسروپناه: «امروزه نیز برخی، از جمله عده‌ای از سعودی‌ها که در واقع نسل همان سفیانی هستند، تلاش می‌کنند تا با ساخت فیلم و سریال، بنی‌امیه و معاویه را تَطهیر کنند. اما این حقیقت قابل تغییر نبوده و معاویه با ساخت سریال قابل تَطهیر نیست، چرا که بسیاری از علمای اهل سنت نیز در کتب خود به مذمت معاویه، یزید و بنی‌امیه پرداخته‌اند.»[۲۴]
- حامد کاشانی، مجتهد و پژوهشگر تاریخ: «شما بروید و همین سریال آشغال معاویه را ببینید، آنقدر افتضاح است که قاعده این بود که انسان بگوید دیدن آن حرام است، ولی اگر ببینید، خواهید دید که نمی‌توانند هیچ چیزی از این آدم بگویند! مثلاً این معاویه چه تَفَوُّقی بر چرچیل و ترامپ و… دارد؟ مردم نمونه به مراتب پدرسوخته‌تر از او را می‌بینند.
... من فکر می‌کنم این پروژه صد میلیون دلاری را خیلی گران با عربستان حساب کرده‌اند، چون حتّی پنج میلیون دلار هم نمی‌ارزد، از نظر هنری هم خیلی آشغال است!
...[شخصیت مورد بحث یک سریال] باید کسی باشد که بشود به او فکر کرد، بشود به او عشق ورزید، بشود به او افتخار کرد، او رودست نداشته باشد.»[۲۵]
- خبرگزاری رسمی حوزه نوشت:
 «... فیلم معاویه روایتی ارائه می‌دهد که گویی توسط خود معاویه برای بازنویسی تاریخ (تحریف تاریخ) طراحی شده است. در این اثر، چهره خاندان ابوسفیان به گونه‌ای پاکسازی شده که گویی هرگز دشمنی آشکاری با پیامبر اسلام (ص) نداشته‌اند. معاویه به عنوان فردی خردمند، سیاستمدار و مُدَبِر تصویر شده که گویا هیچ خطایی در زندگی‌اش مرتکب نشده است، در حالی که جنبه‌های منفی تاریخی او به کلی نادیده گرفته شده‌اند.
این فیلم به هیچ‌وجه به نقش معاویه در تضعیف خلافت امام علی (ع)، نیرنگ‌هایش در صلح با امام حسن (ع) و تأسیس حکومت استبدادی موروثی اشاره‌ای نمی‌کند. همچنین، از جنایات او علیه صحابه و ستم‌گری‌هایش بر مخالفان سخنی به میان نمی‌آورد. این روایت یک‌جانبه، تصویری کاملاً تحریف‌شده از معاویه ترسیم می‌کند که با منابع تاریخی معتبر همخوانی ندارد.
... همچنین، سیاست‌های اقتصادی او که منجر به ایجاد شکاف طبقاتی، فساد و تبعیض گسترده شد، به کلی نادیده گرفته شده‌اند. معاویه با بخشش‌های بی‌حساب، بسیاری را به خدمت گرفت و فرهنگ اشرافی‌گری را در حکومت اسلامی رواج داد؛ اما فیلم، او را سیاستمداری دوراندیش نشان می‌دهد که تنها در پی وحدت و آرامش مسلمانان بوده است.
... نکته دیگر، کیفیت پایین فیلم در مقایسه با بودجه کلان آن است. با توجه به هزینه‌های سنگین تولید، انتظار می‌رفت اثری با فیلمنامه‌ای قوی، کارگردانی حرفه‌ای و بازیگری درخشان ساخته شود، اما نتیجه، فیلمی سطحی و ضعیف بوده که نتوانسته نظر منتقدان را جلب کند.
... تَطهیر چهره معاویه در این فیلم، می‌تواند تلاشی برای توجیه سیاست‌های بِن‌سلمان و تحکیم قدرت او باشد.»[۲۶]

### نظر نویسنده
خالد صلاح، نویسنده داستان سریال، در واکنش به انتقاداتی که دربارهٔ نمایش شخصیت «معاویه» مطرح شده، بیان کرد که هدفش ارائه یک روایت خاص نبوده و تاریخ را به صورت سیاه و سفید ترسیم نکرده است. او به معاویه تنها به عنوان یک فرمانروا نگاه نکرده، بلکه او را به عنوان فردی که اشتباهاتی داشته و مانند دیگران به سرنوشت خود دچار شده، به تصویر کشیده است.

### شبکه‌های مجازی
تصمیم به پخش سریال معاویه بحث‌های زیادی را در فضای مجازی به وجود آورده است، به‌ویژه به خاطر نمایش چند شخصیت تاریخی مهم، از جمله سه نفر از ده صحابه که طبق نظر اهل سنت به بهشت وعده داده شده‌اند و همچنین دو نفر از خانواده و همسران و دختران پیامبر.
در مصر علاقمندان به این سریال حتی به جست‌وجو در آرشیو تلویزیونی این کشور پرداخته‌اند و صحنه‌ای از یک سریال کمدی مصری قدیمی به نام الستات ما یعملوش کده (تولید ۱۹۹۵) را دست به دست می‌کنند. در این کمدی، معاویه به‌عنوان بنیان‌گذار دولت خونین معرفی شده است، که برخی را به تعجب واداشته که چگونه در آن زمان چنین دیدگاهی به‌راحتی در تلویزیون بیان شده است.

### نوشتار اصلی اسامی اشخاصی که به‌غیر از فارسی و عربی‌اند
1. ↑  Aitor Mantxola
2. ↑  Tomas Orn Tomasson
3. ↑  Stefan McDad
4. ↑  Olaf Skrzipczyk
5. ↑  Heiko Nemmert
6. ↑  Alejandro Toledo
7. ↑  Ricardo Cruz Jr.
8. ↑  Ricardo Cruz Sr.
9. ↑  Renato Czeh
10. ↑  Eszter Sebok

### ارجاعات
1. 1 2 3 4 5 6 7 8 9 10 11 12 13 14 15 16 17 18 19 20 21 22 23 24 25 26 27 28 29 30  معاویه، فصل ۱، قسمت ۲۲، «پشت صحنه،» به کارگردانی محمد ترکی، پخش‌شده در ۲۲ مارس، ۲۰۲۵، از اِم‌بی‌سی ۱.
2. ↑  «مسلسل معاویة .. أضخم الأعمال التاریخیة العربیة» [سریال معاویه .. بزرگ‌ترین اثر تاریخی عربی]. ایٖ‌تی بالعربی. ۲۸ فوریه ۲۰۲۵. دریافت‌شده در ۲ مارس ۲۰۲۵.
3. 1 2  ساره عبدالمجید (۱۶ مارس ۲۰۲۴). «100 میلیون دولار تکلفة مسلسل "معاویة بن أبی سفیان" وهذا سبب غیابه عن رمضان» [۱۰۰ میلیون دلار هزینه سریال «معاویة بن ابی‌سفیان»، و این دلیل غیبتش از رمضان است]. درگاه وی‌تو. بایگانی‌شده از اصلی در ۱۳ مه ۲۰۲۴. دریافت‌شده در ۱۵ ژوئن ۲۰۲۵.
4. ↑  «پایان غیرمنتظره سریال «معاویه» در قسمت بیست‌ویکم». العین فارسی. ۲۰۲۵-۰۳-۲۰. دریافت‌شده در ۲۰۲۵-۰۳-۲۴.
5. 1 2 3  محمد معمری (۲۰ اکتبر ۲۰۲۲). «طارق العريان يواصل تصوير مسلسل "معاوية" في تونس» [طارق العریان به فیلمبرداری سریال "معاویه" در تونس ادامه می‌دهد]. العربی. دریافت‌شده در ۲۱ ژوئیه ۲۰۲۵.
6. 1 2  ریحان‌الدین (۳ مارس ۲۰۲۵). «Muawiya: The Ramadan series about an early Islamic ruler that's causing a stir» [معاویه: سریال ماه رمضان دربارهٔ حاکمی از دوران اولیه اسلامی که سروصدا به پا کرده]. میدل‌ایست آی. دریافت‌شده در ۲۴ آوریل ۲۰۲۵.
7. ↑  «بعد تأجیله عامین. MBC تطرح برومو مسلسل معاویة رمضان 2025» [پس از دو سال تأخیر، اِم‌بی‌سی سریال معاویه را برای رمضان ۲۰۲۵ تبلیغ می‌کند]. العربیه. ۲۶ فوریه ۲۰۲۵. دریافت‌شده در ۲ مارس ۲۰۲۵.
8. ↑  معاویه، فصل ۱، قسمت ۹، پخش‌شده در ۹ مارس، ۲۰۲۵، از اِم‌بی‌سی ۱.
9. ↑  «ماجرای پخش سریال معاویه و واکنش‌های منفی به آن چیست؟ معرفی داستان و بازیگران». روزنامه هفت صبح. ۱۴ اسفند ۱۴۰۳. دریافت‌شده در ۲۳ خرداد ۱۴۰۴.
10. ↑  «از بازیگران سریال «معاویه» چه می‌دانید؟». العین فارسی. ۱۲ مارس ۲۰۲۵. دریافت‌شده در ۲۴ آوریل ۲۰۲۵.
11. 1 2 3 4  مسعود آذر (۲۰۲۵-۰۳-۲۲). «سریال «معاویه»؛ یک درام تاریخی یا روایتی از یک «شاهزاده سعودی» ؟». بی‌بی‌سی فارسی. دریافت‌شده در ۲۰۲۵-۰۴-۰۲.
12. ↑  «اختلافات بر سر سریال «معاویه» بالا گرفت». روزنامه شرق. ۱۶ اسفند ۱۴۰۳. دریافت‌شده در ۲۵ خرداد ۱۴۰۴.
13. ↑  «هیئة الإعلام والاتصالات تمنع بث مسلسل "معاویة" وفیلم "أبو لؤلؤة"» [نهاد رسانه و ارتباطات از پخش سریال «معاویه» و فیلم «ابو لؤلؤه» جلوگیری می‌کند]. وکالة الأنباء العراقیة (واع). ۲۵ فوریه ۲۰۲۳. بایگانی‌شده از اصلی در ۱۲ آوریل ۲۰۲۳. دریافت‌شده در ۱۰ مارس ۲۰۲۵.
14. ↑  «منعاً لالفبرکات… بیان مهم من MBC عن مسلسل معاویة» [برای جلوگیری از سوءتفاهم‌ها… بیانیه‌ای مهم از اِم‌بی‌سی در مورد سریال معاویه]. مجله لاهه. بایگانی‌شده از اصلی در ۲۰۲۳-۰۳-۰۷. دریافت‌شده در ۲۰۲۵-۰۳-۱۰.
15. ↑  «صداوسیما: ممنوعیت دوبله و انتشار سریال «معاویه»». عصرایران. ۱۵ اسفند ۱۴۰۳. دریافت‌شده در ۸ مارس ۲۰۲۵.
16. 1 2 3  «همه‌چیز دربارهٔ سریال جنجالی معاویه که ممنوع شده است! چه کسانی با این سریال مخالفت کردند؟». حرف مرد. ۱۶ اسفند ۱۴۰۳. دریافت‌شده در ۲۵ خرداد ۱۴۰۴.
17. ↑  سعید معدنی (۱۴۰۳-۱۲-۲۷). «سریال معاویه و جهان به شدت سکولار شده مسلمانان|مقایسه واکنش‌ها به فیلم محمد رسول‌الله و سریال جدید». عصر ایران. دریافت‌شده در ۱۴۰۴-۰۱-۱۳.
18. ↑  (کریمی و اشرفی امین ۱۳۹۷، ۸۴–۸۵)
19. ↑  ایلیا جزایری (۲۰۲۵-۰۳-۰۸). «جنجال بر سر سریال «معاویه»؛ از اختلاف‌های تاریخی تا خطاهای فنی». رادیو فردا. دریافت‌شده در ۲۰۲۵-۰۳-۱۰.
20. ↑  (جعفریان ۱۳۸۲، ۳۹۹–۴۰۱، ۴۱۹–۳۵؛ همچنین بنگرید به عابدینی ۱۳۸۹، ۶۲؛ مریجی ۱۳۹۴، ۱۰–۱۴؛ وَلَوی و سرخی کوهی خیٖلی ۱۳۹۳، ۲۱۱–۱۲، ۲۱۵، ۲۱۷–۲۱، ۲۲۳–۲۴؛ کریمی و اشرفی امین ۱۳۹۷، ۸۴، ۸۷، ۸۹، ۹۶–۹۷؛ حسینی ۱۳۸۸؛ عباسی ۱۳۹۷، ۷۳، ۷۵؛ محمودآبادی و دیگران ۱۴۰۱، ۹۳، ۹۵، ۹۷، ۹۹، ۱۰۴؛ نوبخت ۱۳۵۶؛ زحمت‌کش و موسوی ۱۴۰۰، ۹۱–۹۳، ۹۵)
21. ↑  زهرا بالاور (۲۸ اسفند ۱۴۰۳). «سریال معاویه بر اساس منابع تاریخی معتبر ساخته نشده است». باشگاه خبرنگاران جوان. دریافت‌شده در ۴ اردیبهشت ۱۴۰۴.
22. ↑  (جعفریان ۱۳۸۲، ۴۱۹)
23. 1 2  «۱۰۰میلیون دلار برای کاخ سبز معاویه در یک سریال». همشهری آنلاین. ۱۵ اسفند ۱۴۰۳. دریافت‌شده در ۲۵ خرداد ۱۴۰۴.
24. ↑  «نهج‌البلاغه منبعی الهام‌بخش برای اندیشمندان جهان است|حقیقت معاویه با ساخت سریال قابل تطهیر نیست». شورای عالی انقلاب فرهنگی. دریافت‌شده در ۲۰۲۵-۰۴-۰۲.
25. ↑  «واکنش حامد کاشانی به سریال معاویه: خیلی گران با عربستان حساب کرده‌اند! + فیلم». خبرگزاری دانشجو. ۱۴۰۴-۰۱-۰۱. دریافت‌شده در ۱۴۰۴-۰۱-۱۳.
26. ↑  محمدجواد خمسه (۱۳ فروردین ۱۴۰۴). «نقد فیلم «معاویه»: تحریف تاریخ به نفع امویان و اهداف سیاسی معاصر». خبرگزاری رسمی حوزه. دریافت‌شده در ۱۵ فروردین ۱۴۰۴.

### کتب و نشریات
- جعفریان، رسول. ۱۳۸۲. تاریخ خلفا: از رحلت پیامبر تا زوال امویان (۱۱–۱۳۲ ه‍). تاریخ سیاسی اسلام. دلیل ما.
- حسینی، جواد. ۱۳۸۸. «چرا معاویه امام حسن (ع) را مسموم کرد؟» مبلغان ش. ۱۲۴: ۲۶–۴۴.
- زحمت‌کش، زهرا، و موسوی، ناصر. ۱۴۰۰. «مقایسه تطبیقی تأثیر شیوه‌های تبلیغی پیامبر (ص) در دعوت به اسلام با سیاست‌های تبلیغی معاویه در شام.» جستارهای تاریخ اسلام ۱ (۲): ۶۷–۹۷.
- عابدینی، ابوالفضل. ۱۳۸۹. «از حکومت الهی پیامبر (ص) تا سلطنت موروثی معاویه.» آفاق دین ش. ۱: ۴۹–۶۸.
- عباسی، علی‌اکبر. ۱۳۹۷. «راهبردهای معاویه برای جذب یاران حضرت علی (ع).» سیره‌پژوهی اهل‌بیت (ع) ۴ (۶): ۶۱–۷۷.
- کریمی، محمود، و اشرفی امین، یونس. ۱۳۹۷. «تحلیل شخصیت تاریخی معاویه از دیدگاه ابن‌ابی‌الحدید.» پژوهشنامه تاریخ تمدن اسلامی ۵۱ (۱): ۷۷–۹۸. https://doi.org/10.22059/jhic.2019.251271.653870.
- محمودآبادی، اصغر، صداقت‌مهر، رباب، حسینیان‌مقدم، حسین، و داداش‌نژاد، منصور. ۱۴۰۱. «رفتارشناسی مردم مدینه در مواجهه با سیاست‌های معاویه.» سخن تاریخ ۱۶ (۳۹): ۸۸–۱۱۶. https://doi.org/10.22034/skh.2022.12367.1261.
- مریجی، شمس‌الله. ۱۳۹۴. «بررسی جامعه‌شناختی فرایند تغییرات ارزشی جامعه اسلامی در عصر معاویه.» تاریخ اسلام ۱۶ (۶۳): ۷–۳۳.
- نوبخت، اسفندیار، مترج. ۱۳۵۶. «قیام حُجر بن عَدی علیه معاویه.» نشریه دانشکده الهیات و معارف اسلامی مشهد ش. ۲۴: ۱۱۲–۱۲۸.
- وَلَوی، علیمحمد، و سرخی کوهی خیٖلی، ملیحه. ۱۳۹۳. «بررسی فرایند مسموم‌سازی در دوران امارت و خلافت معاویه.» مطالعات تاریخ اسلام ۶ (۲۰): ۲۰۷–۲۶.